# 特殊作戦群
特殊作戦群（とくしゅさくせんぐん、英: JGSDF Special Operations Group）は、陸上自衛隊習志野駐屯地（千葉県船橋市）に群本部を置く陸上総隊隷下の特殊部隊である。
略称の「特戦群」や、隠語としてSpecialのイニシャルから「S」と呼ばれることもある。また、公文書上では「専門部隊 (習志野)」「Special Forces Group (Narashino)」という表記がされる場合があるが、広報においては専ら「特殊作戦群」および「Special Operations Group (SOG)」呼称が通例である。

## 概要
2004年（平成16年）3月29日にアメリカ陸軍のグリーンベレー（アメリカ陸軍特殊部隊群）やデルタフォース、イギリス陸軍のSAS（特殊空挺部隊）、ドイツ陸軍のKSK（特殊戦団）、オーストラリア軍特殊部隊、フランス軍特殊部隊など、各国の特殊部隊を参考にして設立され、第1空挺団の拠点である習志野駐屯地に群本部を置く。初代群長は直接部隊創設に携わった荒谷卓が就任した。

## 選抜
創設時当初は、特殊作戦群の発足母体が第1空挺団であったため第一空挺団内から優秀な隊員を選抜にかけていたが、以後は全国の隊員から職種・性別に関係なく選抜されている。
選抜資格
選抜試験の受験資格は一般には公表されていないが、SNS上に流出した特殊作戦群の選考検査受験案内の部内広告によれば、受検資格は3曹以上（職種・性別不問）、課程教育入隊時において36歳未満の者、レンジャー素養試験に合格できる体力等を有する者、職種に応じた特技を有する者などと記載されている。

公表されている防衛省訓令では、特殊作戦隊員の要件として、空挺基本降下課程、もしくは空挺基本降下課程と特殊作戦課程両方の履修が必須とされている。
創設時のセレクションにおいては、米英特殊部隊相当の基準により選抜を行ったところ、各部隊が自信を持って送り出した優秀な人材を次々と脱落させたため、抗議が殺到したものの、初代群長の荒谷卓は一切取り合わなかった。

## 隊員

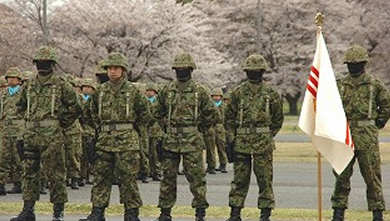
中央即応集団編成完結行事に参列した
特殊作戦群

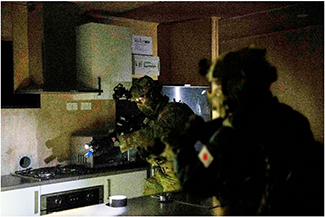
初公開された陸自特殊作戦群と豪陸軍特殊作戦コマンドとの実動訓練

特殊作戦群隊員の語学能力水準と要求水準は非常に高い。具体的には、アメリカ軍、イギリス軍、オーストラリア軍などの諸外国軍の特殊部隊との合同訓練や共同作戦、そして諸外国での活動のために、必修の英語に加えて、第二外国語の習得を各隊員が選任され、朝鮮語、中国語、ロシア語、アラビア語等を習得する。また、外国語の習得は、かかる言語の話者の背景的民情・地域・諸文化などの学習と一義であり、例えば、アラビア語を習得する隊員は、イスラム教の根本教典であるコーラン（聖典）についても学ぶ。
戦闘訓練については、イラク派遣前に普通科部隊と合流して訓練した際には、生身の隊員を的の両わきに立たせて10メートル以上離れた場所を移動しながら拳銃の弾を的に命中させるなど、諸外国の特殊部隊と同様に一般部隊ではありえない訓練を行っている。特殊作戦群の約300名が1年間に射撃訓練で消費する実弾の数は、陸上自衛隊の1個師団に匹敵すると報じられた。
特に、小部隊の強みを活かして特殊作戦を遂行する特殊部隊であることの性質上、近接戦闘術（CQB）の練度は、陸上自衛隊中最高峰である。小部隊による近接戦闘術を高度に習得する点では、警察庁警備局が管轄する特殊急襲部隊（SAT）と共通する部分も見られ、初代特殊作戦群群長荒谷卓は、装備面では特殊作戦群が、隊員個人の格闘能力などはSATが高度であると評している。
初代特殊作戦群群長の荒谷は、日本古来の軍学書である闘戦経などを研究し、日本独自の武人の価値観の復興と精神規範の確立を目指し、日本国の伝統文化や神話的伝承等と、欧米型特殊作戦部隊の外来価値観の融合により、日本在来の独自性と強みを含んだ精鋭部隊を錬成することを目指した。荒谷は、のちに明治神宮の武道館の館長に就任するなど、退官後も日本の伝統的武芸と武士道を深く探究した。
特殊作戦群隊員の意欲は高く、使いやすい装具や被服を自費で購入したり、休暇に自費で海外のボランティアや民間軍事会社（PMC）での研修を行う者も多く存在するとされる。そのほか、国際機関にスタッフとして出向するなど、国外で様々な任務にも就いている。初代群長の荒谷卓も2、3日の休暇であっても訓練の制約の多い日本を離れて国外でトレーニングをしており、最初の1年でほぼ全財産の300万円以上を投じた。
2022年（令和4年）9月22日、オーストラリア国防省から、10月6日には陸上自衛隊公式SNS上で特殊作戦群の訓練画像が初めて公開された。

## 編成
- 特殊作戦群本部

第1部：人事・総務
第2部：情報
第3部：計画
第4部：補給
- 本部管理中隊
- 第1中隊
- 第2中隊
- 第3中隊
- 第4中隊
- 教育隊

からなるとされている。
発足当時の人員は約300人で、そのうち戦闘中隊が約200人とされていたが、現在の規模は不明である。特殊作戦群は、内閣総理大臣により部隊査閲を受けているが、部隊査閲が行われたことは内閣官房長官会見などで報道記者団に対して明かされるものの、その内容と詳細については、部隊の性質上、公表は差し控えられている。
諸外国の特殊部隊と同様に、全隊員がハイレベルな第一線救護技術を習得しており、負傷者の後方搬送と外科手術が難しい地域で活動することが想定されるために、高度な外科医療技術を持つ医官、あるいは医官に準ずる外科救護技術を持つ衛生科隊員も在籍している。

## 沿革
- 2004年（平成16年）3月29日：防衛庁長官直轄部隊（当時）として習志野駐屯地で編成完結。同年以降、イラク派遣された陸上自衛隊の部隊の安全確保のために特殊作戦群のチームが現地に派遣され、主に要人警護や部隊警備を行った[22]。
- 2006年（平成18年）5月：第10次イラク復興支援群に含まれる事が防衛庁（当時）から発表される。
- 2007年（平成19年）3月28日：防衛大臣直轄から中央即応集団隷下に編成替え。編成替えに伴い、英記名がSpecial Operations Group：SOGからSpecial Forces Group：SFGpに変更される。
- 2008年（平成20年）
  - 1月17日から2月2日まで特殊作戦群隊員20人が沖縄キャンプハンセンの市街地戦闘施設でグリーンベレーと実戦訓練研修を行ったと沖縄の現地マスコミが報道。
  - 3月26日：特殊作戦群の英記名がSpecial Operations Group：SOGではなくSpecial Forces Group：SFGpと表記されていることが判明する[23]。
- 2014年（平成26年）1月7日：ジョン・F・ケネディ特殊戦センター・アンド・スクールおよびフォートブラッグ基地が毎年発行している公認刊行物「Special Warfare（特殊戦）[24]」の2014年1〜3月版の14ページに、グリーンベレー第1特殊部隊グループと特殊作戦群が通常毎年秋にワシントン州のルイスマコード統合基地 (JBLM) にて二国間演習「Silent Eagle」を習慣的に実施していると紹介される[25]。
- 2015年（平成27年）8月12日：うるま沖において米陸軍ナイトストーカーズの特殊作戦ヘリMH-60ブラックホークに搭乗していた隊員2人が墜落事故に巻き込まれる。1人は骨折の疑い、1人は軽い怪我[26][27]。
- 2017年（平成29年）10月1日：ジョン・F・ケネディ特殊戦センター・アンド・スクールおよびフォートブラッグ基地が毎年発行している公認刊行物「Special Warfare（特殊戦）[24]」の2017年10〜12月版の83ページに、沖縄に駐留するグリーンベレー第1特殊部隊グループ第1大隊と特殊作戦群の緊密な関係や歴史などの解説のほか、習志野や沖縄における合同交換訓練 (JCET) にて旧USPACOM（アメリカ太平洋軍/現USINDOPACOM（アメリカインド太平洋軍）隷下のグリーンベレーCRF（危機対応部隊）と特殊作戦群が直接行動 (DA) 、人質救出、都市移動および回転翼機や車両プラットフォームでの機動性など、様々な任務の訓練を実施したと紹介される[28]。
- 2018年（平成30年）
  - 1月18日：習志野演習場にて安倍晋三内閣総理大臣とオーストラリアのマルコム・ターンブル首相らの視察を受ける[29]。現職首相による視察および外国首脳に対する公開はこれが初めて。
  - 3月27日：中央即応集団廃止に伴い陸上総隊隷下に隷属替え。
  - 11月27日：習志野演習場にてヨルダン国王アブドゥッラー2世および安倍晋三内閣総理大臣らの視察を受ける[30]。
- 2019年（平成31年）4月8日〜12日：ホノルルにてPASOC19（2019年太平洋地域特殊作戦会議）に参加し、世界30ヶ国・165人を超す特殊作戦部隊幹部や政府機関関係者らと議論した。
- 2021年（令和3年）
  - 6月29日：習志野演習場で菅義偉内閣総理大臣らの視察を受ける[20]。
  - 7月30日：米軍の大規模演習「ディフェンダーパシフィック21」の一環で、グリーンベレー第1特殊部隊グループ第1大隊と特殊作戦群がグアムにて合同訓練を実施した[31][32][33]。
  - 8月23日：在アフガニスタン・イスラム共和国邦人等の輸送において、100人の陸上自衛隊員に混ざり十数人の隊員が派遣される[15]。
- 2022年（令和4年）
  - 8月：オーストラリアのシドニーパラマタにて、オーストラリア陸軍の第2コマンドー連隊（2CDO）と合同対テロ訓練を実施した事がオーストラリア国防省公式ウェブサイトに掲載された[34]。
  - 10月6日：陸上自衛隊公式ウェブサイト、Facebook、Instagram、Twitterにおいて、令和4年8月にオーストラリアにて特殊作戦群と豪陸軍特殊作戦コマンド（SOCOMD）が実働訓練を実施した事について投稿された[35][36][37][38][39]。なお、特殊作戦群の訓練や特殊作戦群と外国軍特殊部隊の合同訓練に関する陸自による公表は今回が史上初めてである（豪陸軍特殊部隊との共同訓練は2015年に始まり、今回で6回目であった[40][41]）。
  - 12月5日：三沢飛行場の在日米空軍公式ウェブサイトにて、日米共同統合演習「キーン・ソード23」実施中の11月17日に三沢対地射爆撃場でAFSOC（米空軍特殊作戦コマンド）、米陸軍特殊作戦部隊、特殊作戦群のJTAC（統合末端攻撃統制官）が二国間近接航空支援訓練を実施したと紹介される[42][43]。既に画像が全て削除され、記載されていたJapan Special Operations GroupがJapan Self-Defense Forcesに変更されている。
- 2023年（令和5年）：アメリカ陸軍特殊作戦コマンドヒストリーオフィスが発行している刊行物「Veritas[44]」の第19巻1号2023にて、特殊作戦群の解説や2011年（平成23年）8月19日〜9月15日に米国で実施された特殊作戦群とグリーンベレー第1特殊部隊グループによる二国間演習「Silent Eagle 2011」の詳細等が掲載された[45]。
  - 3月16日：陸上自衛隊公式ウェブサイト、Facebook、Instagram、Twitterにおいて、令和5年1〜2月に米国にて特殊作戦群とアメリカ陸軍特殊作戦コマンド（USASOC）が実働訓練を実施した事について投稿された（米側の特殊部隊名は明かされていないが、訓練動画の終盤に特殊作戦群とグリーンベレーの記章が映っている）[46][47][3][48][49][50]。特殊作戦群の訓練動画が陸自により公表されたのは今回が史上初めてである（米陸軍特殊部隊との共同訓練は2010年（平成22年）に始まり、今回で13回目であった[51][52]）。
  - 3月17日：グリーンベレー第1特殊部隊グループ公式Facebook、Instagramにおいて、2023年（令和5年）2月に特殊作戦群、グリーンベレー第1特殊部隊グループ、アメリカ特殊作戦軍（USSOCOM）が合同訓練を実施した事について投稿された[53][54][55][56]。
  - 4月15日：アフリカのスーダンにおいて政府軍と準軍事組織RSFとの間で激しい武力衝突が発生した(詳しくは2023年スーダンでの戦闘を参照)。戦闘の激化に伴い日本政府は直ちにスーダンに残る在留邦人約60人の救出のため、航空自衛隊、陸上自衛隊の部隊約370人からなる統合任務部隊の派遣を決定する。この派遣に伴い陸自中央即応連隊の部隊に交じり少数の特殊作戦群要員が派遣され、戦闘が続くスーダン国内において邦人の警護及び退避を行った。避難した邦人は自衛隊の輸送機で、自衛隊の海外拠点があるジブチに一時退避し、その後日本へと向かった。4月29日、防衛省は、スーダンに滞在する在留邦人全員の退避が完了したとの報告を受け、同日、29日をもって作戦の終了を発表し、ジブチに残る自衛隊部隊に派遣終結命令を出した。
  - 4月18日：陸上自衛隊は本年度中に特殊作戦群が米軍、オーストラリア軍とそれぞれ実動訓練を実施する予定だと明らかにした。陸自が特殊作戦群と外国軍特殊部隊の合同訓練の予定を事前に公表するのは今回が史上初めてである[57][58]。
  - 7月：嘉手納基地において、特殊作戦群長、特別警備隊長等は統合特殊作戦コマンド（JSOC）司令官、アメリカ空軍特殊作戦コマンド（AFSOC）司令官、太平洋特殊作戦コマンド（SOCPAC）司令官、在韓特殊作戦コマンド（SOCKOR）司令官と様々な意見交換を実施し、インド太平洋地域の戦略環境への認識を改めて一致させるとともに、今後の協力のあり方について議論した。
  - 8月27日〜9月13日：インドネシアにて米、インドネシア軍等との多国間共同訓練「スーパーガルーダシールド23」に参加し、グリーンベレー第1特殊部隊グループ、インドネシア陸軍SAT-81 Kopassus等と実働訓練を実施した。
  - 9月：オーストラリアにて豪陸軍特殊作戦コマンド（SOCOMD）と令和5年度実働訓練を実施した。
- 2024年（令和6年）
  - 1月〜2月：米国にてアメリカ陸軍特殊作戦コマンド（USASOC）と令和5年度実働訓練を実施した。
  - 5月：特殊作戦群は豪軍特殊作戦コマンド（SOCOMD）の隊員を受入れ、各種意見交換を通じ日豪特殊部隊間の相互運用性を向上させた。　　　　　　　　　　　　　
  - 特殊作戦群長は仏統合特殊作戦司令部（COS）副司令官ピエール少将の特戦群訪問を受け、群の能力展示を実施したほか、懇談を通じ両者はアジア太平洋、ヨーロッパ地域の情勢認識を共有するとともに、今後も日仏特殊部隊交流を継続することで一致した。
  - 5月6日〜10日：米フロリダ州タンパにてアメリカ特殊作戦軍（USSOCOM）およびグローバル特殊作戦部隊財団（GSOF）によって共催される国際的特殊部隊コミュニティ年次会議「SOF Week 2024」に参加し、多国籍特殊部隊と訓練展示を実施した。
  - 10月：オーストラリアにて豪陸軍特殊作戦コマンド（SOCOMD）と令和6年度実働訓練を実施した。
  - 11月下旬：シンガポールにて特殊作戦群長が特殊部隊指揮官会議（SFCC）に参加し、17カ国・300名以上の特殊作戦関係者らと各種交流を通じ、抑止における各国特殊部隊間の連携の重要性について認識の共有を図った。
- 2025年 （令和7年）
  - 1月〜2月：米国にてアメリカ陸軍特殊作戦コマンド（USASOC）と令和7年度実働訓練を実施した。
  - 2月5日：小林防衛大臣政務官が習志野駐屯地を訪れ、特殊作戦群を視察した。
  - 2月中旬：コロンビアにて特殊作戦群長がコロンビア軍特殊作戦コマンド等に訪問した。コロンビア軍総司令官クビデス海軍大将、特殊作戦師団参謀長チャパロ大佐等と懇談し、自由で開かれたインド太平洋の強化・維持に係る特殊部隊間連携の重要性および同国との連携を強化していくことで認識を共有した。
  - 2月27日：NATO SOFCOM（連合特殊作戦部隊コマンド）の特殊部隊代表団がNATO SHAPE（欧州連合軍最高司令部）パートナーシップ局のウクライナ人参謀と共に習志野駐屯地を訪れ、特殊作戦群と会談し、共通の安全保障上の課題に関する協力を強化した。この会談により、NATOのインド太平洋地域への関与拡大が強化された。
  - 3月：タイにてアメリカ特殊作戦軍（USSOCOM）およびタイ王国特殊作戦部隊と実働訓練を実施した。
  - 3月4日：オーストラリアにて米豪主催多国間共同訓練「タリスマン・サイバー25」に参加し、豪陸軍特殊作戦コマンド（SOCOMD）と共同訓練を実施した[59][60]。
  - 3月14日：タイにて特殊作戦群長がタイ王国軍対テロセンターを訪問した。対テロセンター副司令官アサダン少将等と懇談し、自由で開かれたインド太平洋の維持、強化および国際テロリズムの抑止に係る特殊部隊間連携の重要性、同国間の連携強化について認識を共有した。

## 服制
- 陸上自衛隊の戦闘服には複数の種類があるが、特殊作戦群に属する隊員などは任務に応じてその内の「戦闘服市街地用」（黒い戦闘服[61]）を着用する[62]。
- 特殊作戦に関する教育等を受けた特殊作戦群の隊員は、「特殊作戦記章」を、自衛隊の施設内および特に群長が必要と認めた場合にのみ着用する[注 1]。特殊作戦き章は、左胸ポケットに着用する[64]。
- 特殊作戦き章は、日本の国旗である日の丸（日本の中心である太陽神の天照大神）、正義や軍事等を意味する剣（武神タケミカヅチの神剣であるフツノミタマ）、急襲が得意な鳶（神武東征の際に勝利に導いた八咫烏＝金鵄）、剣の柄には陸上自衛隊の徽章である桜星（身を捨て心を生かす日本の武人の死生観を現す桜）および古来から神聖な木とされてきた榊（日本の武人の魂の拠り所）からなっている[22][注 2]。
- 特殊作戦群は任務の特性上、様々な戦闘服を装備しており、任務に応じて迷彩服3型、戦闘服市街地用、マルチカム迷彩などを着用する。

## 主要幹部
| 官職名       | 階級    | 氏名     | 補職発令日     | 前職                  |
| ------------ | ------- | -------- | -------------- | --------------------- |
| 特殊作戦群長 | 1等陸佐 | 桑原直人 | 2023年03月13日 | 第1空挺団本部高級幕僚 |

| 代 | 氏名     | 在職期間                        | 前職                                      | 後職                                      |
| -- | -------- | ------------------------------- | ----------------------------------------- | ----------------------------------------- |
| 01 | 荒谷卓   | 2004年03月29日 - 2007年03月22日 | 第1空挺団本部勤務                         | 陸上自衛隊研究本部主任研究開発官          |
| 02 | 古田清悟 | 2007年03月23日 - 2009年11月30日 | 陸上自衛隊研究本部研究員                  | 統合幕僚監部運用部運用第1課 特殊作戦室長  |
| 03 | 青木伸一 | 2009年12月01日 - 2012年03月31日 | 中央即応集団司令部付                      | 中央即応集団司令部幕僚副長                |
| 04 | 平田隆則 | 2012年04月01日 - 2015年03月31日 | 中央即応集団司令部付                      | 陸上自衛隊研究本部主任研究開発官          |
| 05 | 上大迫淳 | 2015年04月01日 - 2017年07月31日 | 中央即応集団司令部付                      | 陸上自衛隊研究本部主任研究開発官          |
| 06 | 藤村太助 | 2017年08月01日 - 2020年07月31日 | 第14旅団司令部第3部長                     | 統合幕僚監部運用部運用第1課 特殊作戦室長  |
| 07 | 後藤仁志 | 2020年08月01日 - 2023年03月12日 | 陸上自衛隊教育訓練研究本部 訓練評価調整官 | 陸上自衛隊教育訓練研究本部 主任訓練評価官 |
| 08 | 桑原直人 | 2023年03月13日 -                | 第1空挺団本部高級幕僚                     |                                           |

## 装備

### 個人被服・装具
- 迷彩服3型
- 迷彩服3型市街地用
- 戦闘服市街地用

通常部隊に配備されている迷彩服のほか、濃紺の迷彩服、黒い戦闘服など独自の装備品が支給されている。陸上自衛官服装細則（昭和43年2月28日陸上自衛隊達第24-8号）第4条第1項及び別表第1では、戦闘服装を一般用、航空用、空挺用、機甲用および市街地用に分類しており、戦闘服装市街地用は「特殊作戦群の自衛官（配置予定を含む）が出動、教育訓練等に従事する場合」に着用することができるものとされ、戦闘服市街地用、防寒戦闘外衣市街地用、戦闘帽市街地用、戦闘手袋市街地用及び戦闘靴市街地用がその着用品とされている。2022年にオーストラリア国防省および防衛省公式SNSにて公開された画像で、特殊作戦群隊員が市街地用迷彩服を着用していることが確認できる。（現在公式SNSからは削除済み）
- マルチカム迷彩服

任務・作戦に応じて着用される。日米共同統合演習「キーン・ソード23」では、マルチカム迷彩服を着用している隊員が確認できる。
- マルチカム迷彩の各種装備品

迷彩服のほか、マルチカム迷彩の各種装備品を保有しており、オーストラリア国防省から公開された画像にて特殊作戦群隊員がマルチカム迷彩のファーストライン（ベルトキット）を装備している事が確認されている。
- コンバットシャツ

オーストラリア国防省から公開された画像にて、特殊作戦群隊員が迷彩服3型と同様の迷彩のコンバットシャツを着用している。
- 18式防弾ベスト
- 防弾チョッキ3型(改)
- FASTヘルメット
- 88式鉄帽2型

中央即応集団編成完結式にて、第1空挺団で使用されているものと同様の3点式あご紐仕様のものを装備していたことが確認されている。
- 難燃素材製目出し帽（バラグラバ）
- 個人用暗視装置 JGVS-V8（単眼暗視装置）
- GPNVG-18（4眼型暗視装置）

FMS（対外有償軍事援助）で購入。オーストラリア国防省から公開された画像にて特殊作戦群隊員が装備していることが確認できる。
- 個人用防護装備
- 気密防護衣
- バリスティックゴーグル
- 各種難燃素材製手袋、対熱・対摩耗素材製手袋

### 小銃
- M4A1

軍用光学照準器などをアメリカ政府に無許可で日本に輸出し、起訴されたアメリカ陸軍大尉、飯柴智亮の声明文により陸上自衛隊がM4カービンを購入、採用していることが判明した。また、2007年（平成19年）と2008年（平成20年）にQDSS-NT4サプレッサーやM203A2グレネードランチャーとともにFMS(対外有償援助)でM4カービンを購入していることも確認されている。
- H&K HK416

特殊小銃Bとして調達され、UH-60 ブラックホークに搭乗していた隊員が装備していたことが確認されており、2022年にオーストラリアで行われた訓練での画像でも確認された。その際、光学照準器、レーザーモジュール、フラッシュライト、PMAGおよびH&KGEN3マガジンなどを使用していることが確認されている。
- H&K HK417

補給統制本部の公募情報に「技術援助」の名目で「中央調達に係わる公告」に記載されている。
- 20式5.56mm小銃

### 短機関銃・機関拳銃
- H&K MP7（4.6㎜短機関銃B）

4.6x30mm弾の調達が確認されている。
- H&K MP5

UH-60JAに搭乗していた隊員のうち、一部の隊員が携行。
- SIG MPX

試験用機関けん銃及び試験用9mm普通弾（MPX）が防衛装備庁で調達されている。
- 9mm機関拳銃

### 機関銃
- 5.56mm機関銃MINIMI
- 12.7mm重機関銃M2
- M134機関銃（ミニガン）

UH-60JA・CH-47JAに搭載して運用される。

### 狙撃銃
- 対人狙撃銃

M24SWSを配備しており、迷彩塗装が施されている。
- 対物狙撃銃

M95バレットを調達し、使用していることが公式書類や公開資料から判別できる。
- SAKO TRG

2023年1〜2月に行われた「令和4年度米国における実動訓練（FOIP 〜自由で開かれたインド太平洋のために〜」におけるアメリカ陸軍特殊作戦コマンドとの共同訓練においてM24A2とともに使用。
- レミントンMSR

### 拳銃
- H&K USP タクティカル

本体の他にサプレッサーと光学照準器が配備されている。
- 9mm拳銃

2007年3月31日の中央即応集団編成完結式で報道陣の前に姿を現した際にレッグホルスター（サファリランド6004）に入れて携行。
- SIG SAUER P226
- H&K SFP9
- 大口径拳銃
- 秘匿携帯用小型拳銃（機種不明）

### アタッチメント
- M203 グレネードランチャー
- QDSS-NT4 サプレッサー

### 誘導弾・ロケット火器
- 91式携帯地対空誘導弾
- 01式対戦車誘導弾
- 84㎜無反動砲（B）
- 110㎜個人携帯対戦車弾

### 擲弾・地雷
- 96式40mm自動てき弾銃
- 各種破片手榴弾
- 各種発煙筒（スモークグレネード）
- 閃光発音筒（スタングレネード）

閃光発音筒１型、および多段式閃光発音筒の調達が確認されている。
- 92式対戦車地雷

### その他携行品
- 21.5mm信号けん銃
- 特殊警棒

バトンホルスターの調達が確認されている。また、中央即応連隊、海上自衛隊立入検査隊、警務隊も特殊警棒を装備している。
- 手錠
- ケミカルライト
- 個人携行救急品

IFAK（Individual First Aid Kid）等を装備している。一般的に特殊部隊は任務特性上、一般部隊よりも先進的で高度な救護資機材を装備する。
- マルチツール、サバイバルナイフ
- レンザチックコンパス
- タクティカルライト（懐中電灯）
- 双眼鏡等（一部レーザー測距儀等内蔵)
- 各種センサー、ドローン等の偵察・情報収集機材
- 各種野外通信機器（衛星通信機材等）
- GPS航法機器（いわゆるGarminなど）
- 携帯式爆発物探知装置2形
- 化学剤検知器
- CR検知器
- 部隊用線量計
- 線量計3形
- 中隊線量率計3形
- 携帯線量計セット
- 携帯気象計
- リブリーザー（CCR）
- 自由降下傘

### 車両等
- 高機動車
- 軽装甲機動車[74]
- 73式大型トラック
- 73式中型トラック

公開された隊舎の写真から、73式中型トラックと73式大型トラックを保有していることが明らかになった。
- 偵察用オートバイ

高高度空中投下装置（CADS）による空中投下およびエアボーン輸送が可能である。米軍特殊部隊も装備している。
- 防弾突入支援車両
- 戦闘強襲偵察用舟艇（CRRC）

水陸機動団、第1空挺団、特殊作戦群が保有している。海上自衛隊では11メートル級RHIBを特別機動船（SB）の名称で採用し、特別警備隊が装備している。一般部隊では偵察用ゴムボートを装備している。
- 各種のSUV

防弾仕様・武器庫搭載。民間車両に擬態

## ギャラリー
以前まで防衛省・自衛隊は、秘密保全の徹底のため特殊作戦群の画像公開に消極的であったが、協力関係にある外国軍（アメリカ軍・オーストラリア軍等）の広報ウェブサイトなどから共同訓練時の画像が流出して以来、自衛隊の公式SNS等で特殊作戦群についての情報が一般に公開されているため、日本の特殊部隊の中でも公開が多い部隊となっている。

## 登場作品
映画
- 『相棒 -劇場版III- 巨大密室! 特命係 絶海の孤島へ』
- 『デスノート Light up the NEW world』
- 『ミッドナイト・イーグル』

漫画
- 『BUGS -捕食者たちの夏-』
- 『亜人』 - 特殊作戦群から着想を得たような似た名称の部隊「対亜人特選群（Anti Demihuman Special Selected Task Forces Group）」がアニメ版も含めて登場する。作品内で米軍特殊部隊と共にエポックメイキングな武器として登場するM134（ミニガン）は、特殊作戦群も実際に保有していることが確認されている[76]。
- 『オメガ7』
- 『空母いぶき』
- 『日本国大統領 桜坂満太郎』
- 『魔法少女特殊戦あすか』

アニメ
- 『GATE 自衛隊　彼の地にて、斯く戦えり』

- 『Re:CREATORS』

小説
- 『Op.ローズダスト』 - 劇中においては「発足間もなく、実戦運用のレベルに達していない」として出動はせず、非公式情報機関「防衛庁情報局」が擁する特殊部隊の一つ「729SOF」が部隊の性質上特殊作戦群の名称を借りて出動している。
- 『SFGp 特殊作戦群 導火線』
- 『官邸襲撃』 - 高嶋哲夫の小説。テロリストにより首相官邸が占拠されたことを受けて出動し、物語終盤にSATと合同で突入する。
- 『北朝鮮ゲリラ侵攻〜自衛隊特殊部隊ブラックアウルズ』
- 『ゲート 自衛隊 彼の地にて、斯く戦えり』 - 漫画版、TVアニメ版にも登場。
- 『交戦規則-ROE-』 - 新潟市に北朝鮮工作員が潜入し、自衛隊に治安出動が命じられたことを受け、第12旅団・富士教導団とともに出動する。
- 『ゴルゴタ』 - 深見真の小説。主人公は特殊作戦群にいた元自衛官で、物語序盤では石川県に上陸した北朝鮮工作員との実戦や、部隊内での訓練の様子が描かれる。妊娠中の妻が不良少年達に惨殺されたことで、除隊後に復讐に動く。
- 『消滅世界』
- 『ゼロの迎撃』 - 都内に潜伏した北朝鮮特殊部隊への対処に2個中隊が出動するが、第1輸送ヘリコプター群所属の7機のCH-47で移動中に地対空ミサイルで攻撃され、部隊として壊滅する。
- 『総理にされた男』 - テロリストに占拠された在アルジェリアの日本大使館から人質を救出すべく、総理大臣（の替え玉にされた主人公）の命令で出動する。
- 『テロ・クルーズ〜血塗られた航海〜』
- 『瀕死のライオン』
- 『北朝鮮核侵略』
- 『東京×異世界戦争 自衛隊、異界生物を迎撃せよ』 - 異界生物群が出現する有明地域に生じた巨大空洞を塞ぐべく、先に出動した第1普通科連隊と第1施設大隊が壊滅したことから、特殊作戦群が空洞横のマンションを倒壊させて空洞封鎖を図る。また、取り残された生存者の救出も行う。
- 『特殊作戦群追跡す!』
- 『南沙艦隊殲滅』
- 『邦人奪還』
- 『封鎖海域』
- 『黎明の笛』